# Pääskynsaari (ö i Södra Savolax)
Pääskynsaari är en ö i Finland.   Den ligger i sjön Puula och i kommunen Hirvensalmi i den ekonomiska regionen  S:t Michel och landskapet Södra Savolax, i den södra delen av landet, 200 km nordost om huvudstaden Helsingfors.